# John Wolley
John Wolley (n. 13 mai 1823, Matlock, Anglia, Regatul Unit al Marii Britanii și Irlandei – d. 20 noiembrie 1859) a fost un naturalist englez cel mai bine cunoscut pentru marea sa colecție de ouă de păsări și pentru studiile pe dodo și marele pinguin nordic.

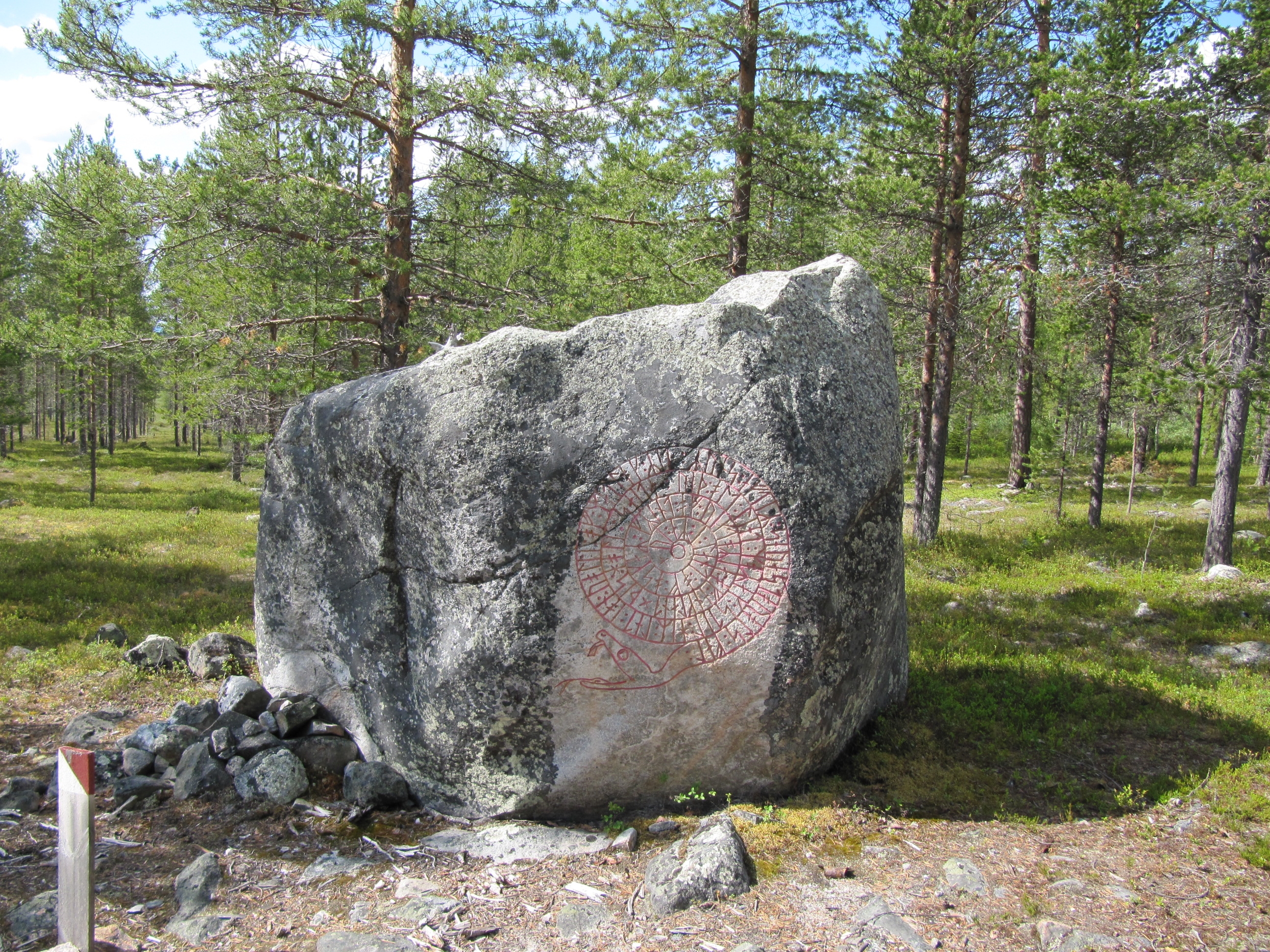
Rune sculptate de John Wolley în Pajala, Suedia.

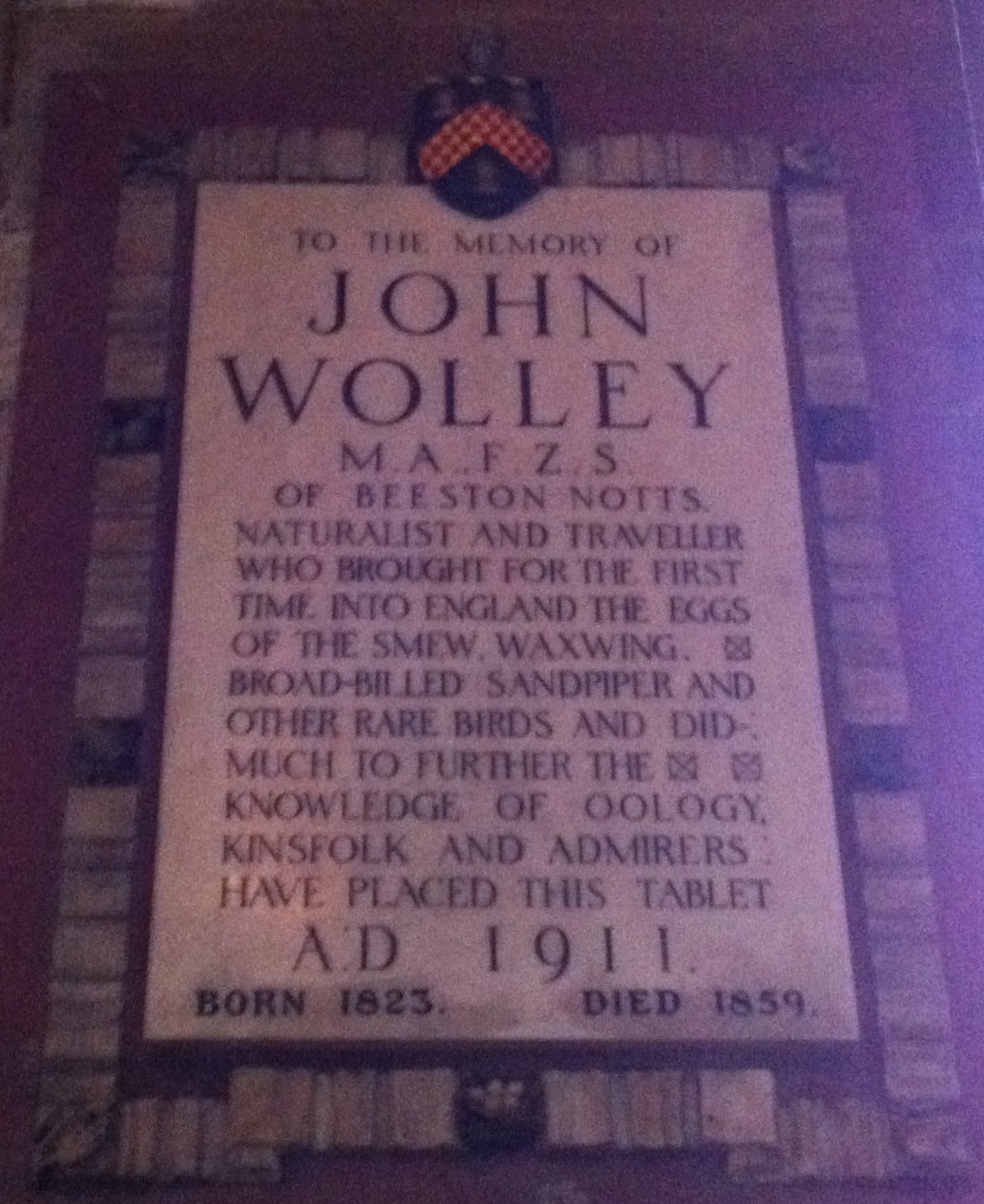
Memorial în Southwell Minster